# Giovanni II di Oświęcim
Giovanni II di Oświęcim (in polacco Jan II oświęcimski) (tra il 1344 e il 1351 – 19 febbraio 1376) fu duca di Oświęcim dal 1372 fino alla sua morte.
Unico figlio conosciuto di Giovanni I lo Scolastico, duca di Oświęcim, il nome di sua madre risulta sconosciuto.

## Biografia
Giovanni II assunse il pieno governo di Oświęcim dopo la morte del padre, avvenuta il 29 settembre 1372. Il 9 ottobre dello stesso anno, il re Venceslao IV di Boemia gli confermò il titolo. Il nuovo duca, tuttavia, non si accontentò e chiede a Premislavo I Noszak, duca di Cieszyn, che il titolo potesse poi traslare in capo al suo unico erede. Fino a quel momento, le fonti tacciono sull'esistenza di un figlio di Giovanni II, circostanza che ha spinto alcuni a pensare che, come nel caso di Giovanni I, il futuro Giovanni III era originariamente destinato alla carriera ecclesiastica.
Durante quasi tutto il suo mandato, Giovanni II ebbe notevoli difficoltà finanziarie, perché era impegnato a restituire la somma ottenuta illegalmente dal padre dalla Scolastica di Cracovia.
Poco si sa del resto del regno di Giovanni II. L'ultimo documento in cui viene citato risale al 1º giugno 1375. Sua moglie Edvige di Brzeg è menzionata come vedova in un documento del suocero Ludovico I il Giusto dell'8 settembre 1376. Nell'anniversario della Collegiata di Santa Edvige a Brzeg si dice che Giovanni, duca di Oświęcim, spirò il 19 febbraio.
È possibile che stato sepolto nella chiesa domenicana di Oświęcim, ma non ci sono fonti che avvalorino quest'ipotesi.

## Matrimonio e discendenza
Nel 1366 Giovanni II sposò Edvige (tra 1344 e 1351; 30 gennaio 1386 o 1396), una figlia di Ludovico I il Giusto, duca di Brzeg. La coppia ebbe tre figli:
1. Giovanni III di Oświęcim (1366/1376-1405).
2. Anna (tra 1366 e 1376-tra il 6 settembre 1440 e il 12 aprile 1454): sposò prima nel 1397 Půta II di Častolovice e poi prima del 1412 un certo Alessandro, un Dux.[4] Dal primo matrimonio ebbe come figlia Půta III di Častolovice, poi duchessa di Ziębice.
3. Katarzyna (tra 1366 e 1376-5 novembre 1403 circa).[5]